# Lamont Jones
Lamont Jones (Harlem, 26 giugno 1990) è un cestista statunitense.